# Jean-Philippe Réthacker
Jean-Philippe Réthacker, né le 12 juillet 1929 à Ormesson-sur-Marne et mort le 17 mars 2003 à Paris, est un journaliste sportif français spécialiste du football. Il a collaboré pendant de très longues années au magazine France Football, dont il fut rédacteur en chef adjoint, ainsi qu’au journal L'Équipe. Il a notamment couvert toutes les coupes du monde de football de 1954 à 2002. Il est ainsi l'un des très rares journalistes à avoir vu évoluer les trois meilleurs joueurs français de tous les temps : Raymond Kopa, Michel Platini, et Zinédine Zidane, qu'il classait dans cet ordre.
Après sa carrière de journaliste, il a participé à la création en 2002 du conseil national de l’éthique du football français dont il était l’un des membres fondateurs.
Jean-Philippe Réthacker est également l'auteur de nombreux ouvrages, dont La Fabuleuse histoire du football, coécrit avec Jacques Thibert maintes fois réédité depuis 1974.

## Œuvre choisie
- La Fabuleuse histoire du football (avec Jacques Thibert), première édition : 1974 ; dernière édition en date : Genève, Minerva, 2003, 1 023 p.  (ISBN 2-8307-0661-7)
- L'Équipe de France de football, Genève, Famot, 1978, 171 p.
- Au plaisir du football, Paris, Flammarion, 1983, 173 p.  (ISBN 2-08-064562-5)
- La Fabuleuse histoire des joueurs de football. Les 1 000 plus grands footballeurs de tous les temps (avec Jacques Thibert), Paris, éd. La Martinière, 1994, 455 p.  (ISBN 2-7324-2106-5)
- Fou de foot (avec Guy Roux), Paris, Robert Laffont. 1993  199 p.  (ISBN 2-221-07080-1)